# Братья Пилоты: Дело о серийном маньяке
«Братья Пилоты: Дело о серийном маньяке» — компьютерная игра в жанре квеста, разработанная Gamos и изданная 1С для компьютеров на операционной системе Microsoft Windows в 1998 году. Эта игра стала продолжением игры «Братья Пилоты: По следам полосатого слона» и последней игрой выпущенной Gamos.

## Игровой процесс
В игре участвуют 2 персонажа — шеф и коллега. Для применения предмета, требуется также выбрать каким персонажем это делать. Все собранные предметы сохраняются в инвентарь, находящийся в нижней части экрана. Если персонаж не может выполнить действие, то он скажет: «Ничего не понимаю!». Игра, в отличие от многих point-and-click квестов, чётко поделена на уровни и их действия происходит лишь на одной локации.
На уровнях также присутствуют различные головоломки.
В игре 9 уровней.

## Сюжет
Кот по кличке Мышьяк был похищен странным существом по имени Сумо, для проведения над ним кулинарных испытаний. Пилоты начинают расследовать похищение и в итоге выходят на след похитителя.

## Рецензии и оценки
«Братья Пилоты: Дело о серийном маньяке» получила положительные отзывы критиков. Сводный рейтинг игры на агрегаторе рецензий «Критиканство» составляет 80/100.
Ольга Цыкалова из «Game.EXE» хорошо оценила игру, заявив, что «у „Геймоса“ нет проблем ни с умелыми сценаристами, ни с художниками, ни с программистами».
Дмитрий Эстрин из издания «Страна игр» назвал её «хорошим продолжением хорошей игры», оценив её на 7 баллов из 10.

## Переиздание
В декабре 2014 года игра была переиздана в Steam, а также портирована на Android и iOS. За разработку переиздания отвечала 1С Wireless.
В переиздании появились переводы на несколько языков (английский и немецкий), а также подсказки по прохождению.